# André Lévêque
André Marcel Lévêque (Beauvais, 23 de outubro de 1896 — Bizanos, 1 de março de 1930) foi um engenheiro francês, famoso por seu trabalho em transferência de calor.

## Carreira no exército
André Lévêque nasceu em Beauvais, França, como primeiro filho de Henri Eugène Lévêque e sua esposa, Blanche Eugénie Paintré. Durante a Primeira Guerra Mundial (1914 - 1918), serviu ao país como soldado e foi condecorado com a croix de guerre.
André Lévêque ingressou nas Forças Armadas como simples artilheiro, mas logo se tornou oficial. Por diversas vezes, ele foi citado como sendo de sangue muito frio, servindo em situações extremamente perigosas. Três vezes (durante as batalhas de 14 e 15 de julho, bem como de 20 de agosto de 1918), ele teria sido exposto a gases venenosos (citação de l'Association des Officiers de Réserve).

## Educação em engenharia
Depois da guerra, André Lévêque foi admitido na famosa École Polytechnique em 1919 e graduou-se, ocupando o primeiro lugar em 25 de julho de 1921. Não existia nenhum diploma atribuído pelo politécnico naquela época). Mais tarde, ele continuou seus estudos na École des Mines e recebeu seu diploma em engenharia de minas [diplôme d'ingénieur des Mines] em 9 de agosto. 1923.
Em 30 de março de 1928, André Lévêque defendeu sua tese de doutorado intitulada, Les lois de la transmissão de chaleur par convection perante um júri da Faculdade de Ciências de Paris (Faculté des Sciences de Paris). Esta tese foi publicada na íntegra (192 páginas impressas) nos Annales des Mines, Tomo XIII, p. 201-299, 305-362, 381-415. A parte mais importante de sua tese trata da derivação de uma equação assintótica de transferência de calor por convecção em um fluxo totalmente desenvolvido (a equação de Lévêque, p. 287), encontrada na p. 283-299. As 47 referências listadas na pág. 413-415, contém 24 artigos de autores alemão, 13 deles, sendo de Wilhelm Nusselt, e um intitulado Die Wärmeübertragung im Rohr do Festschrift zur Hundertjahrfeier der Technischen Hochschule Karlsruhe, 1925.

## Carreira como engenheiro
No Corps de Mines, André Lévêque tornou-se engenheiro em julho de 1923. Ele foi encarregado das minas no sub-distrito de Arras-East em sua cidade natal em Béthune em 1924, e do sub-distrito de Béthune East em 1927. Nesse mesmo ano foi nomeado Engenheiro-Chefe da primeira turma.

## Vida pessoal
Em Béthune, em 24 de julho de 1925, André Lévêque casou-se com Clotilde Marie Elise Foret, nascida em Carvin em 19 de fevereiro de 1902. Uma filha parece ter nascido em 1925; infelizmente ela morreu em 1928 aos três anos.
Em 1929, nasceu seu filho Jean André Eugène Lévêque. Vinte anos depois, em 1949, o jovem Lévêque foi admitido na Ecole polytechnique, a politécnica em que André Lévêque frequentou.
André Lévêque morreu em 1 de março de 1930 de tuberculose em Pau, em um subúrbio chamado Bizanos. Este local, perto dos Pirenéus, foi recomendado pelos médicos devido à melhor qualidade do ar. Foi sepultado em Beauvais, onde nasceu, apenas 33 anos e 4 meses antes.